# ميلان دوديتش
ميلان دوديتش (بالصربية: Милан Дудић)‏ (مواليد 1 نوفمبر 1979) هو لاعب كرة قدم. يلعب مع منتخب صربيا والجبل الأسود لكرة القدم. سبق له أن لعب في كأس العالم لكرة القدم مع منتخب بلاده.

## روابط خارجية
- ميلان دوديتش على موقع الاتحاد الدولي (مؤرشف)  (الإنجليزية)
- ميلان دوديتش على موقع الاتحاد الأوربي (الإنجليزية)
- ميلان دوديتش على موقع قاعدة بيانات كرة القدم.إي يو (الإنجليزية)
- ميلان دوديتش على موقع ناشيونال فوتبول تيمز (الإنجليزية)
- ميلان دوديتش على موقع عالم كرة القدم.نت (الإنجليزية)